# Chamaedorea linearis
La caña de la víbora (Chamaedorea linearis) es una especie de palmera que se distribuye por Sudamérica en Bolivia, Colombia, Ecuador, Perú y Venezuela.

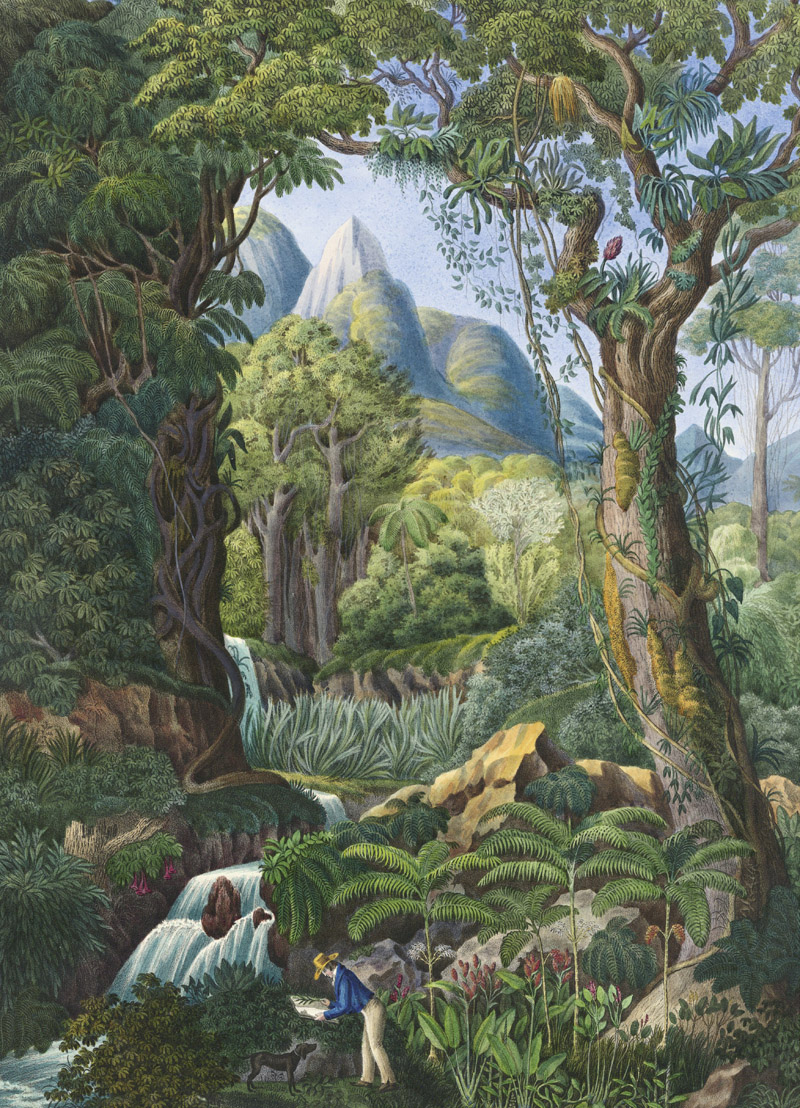
Como Morenia poeppigiana en una antigua ilustración

## Descripción
Son palmas con tallos solitarios,  erectos que alcanzan un tamaño de 10 m de alto, 3 - 8 cm de diámetro, de color verde y suave. Vaina de la hoja cerrada, formando un capitel verde de 30-90 cm de largo, la hoja mide 100-250 cm de largo, con 25-65 pinnas igual a cada lado, las centrales de 30-85 cm de largo y 3 - 12 cm de ancho, con 4-6 nervios subiguales. Las inflorescencias una vez ramificadas, con 15-100 cm de largo, con 3-4 brácteas pedunculadas, de color crema.

## Hábitat

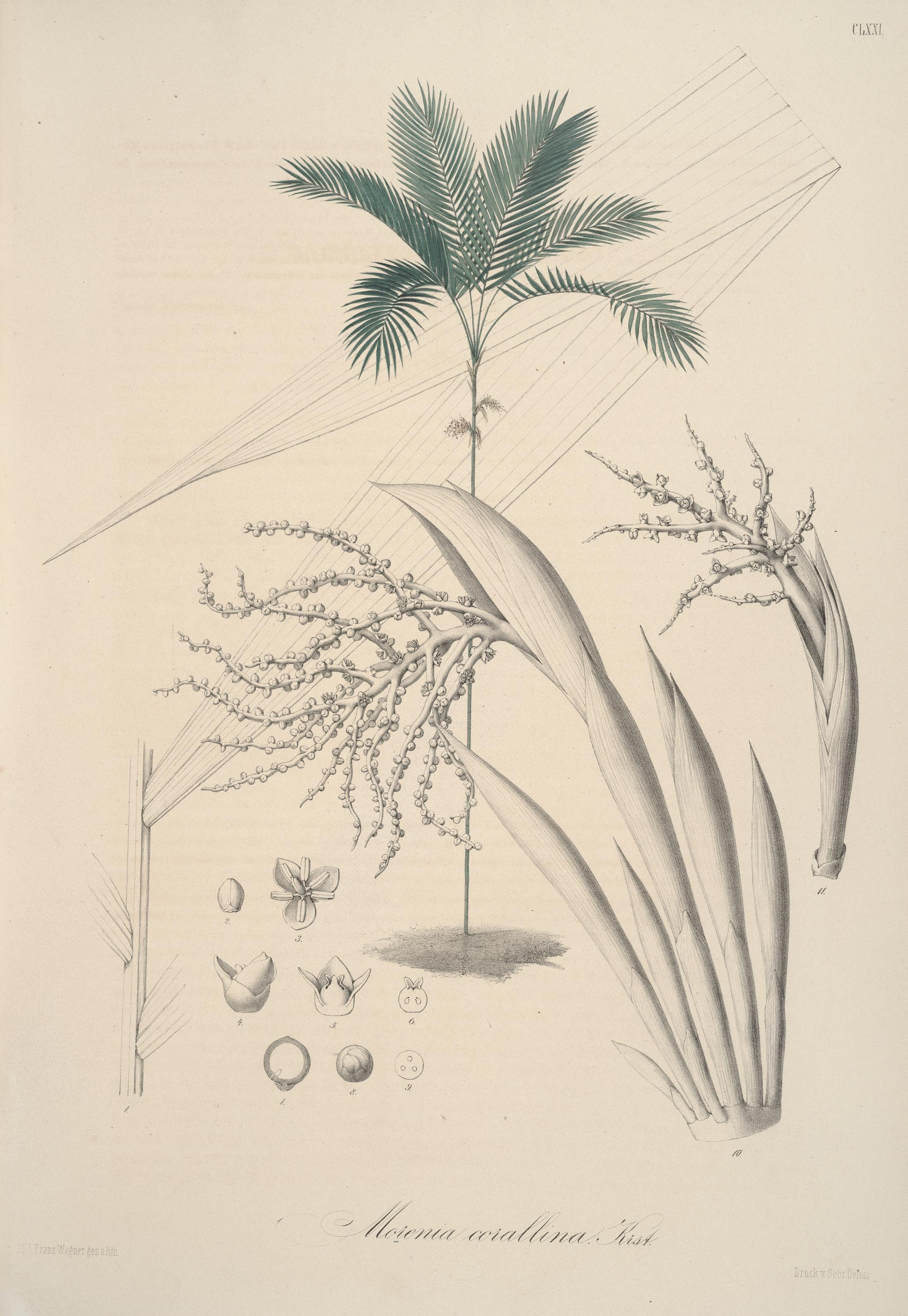
Pl. CLXXI Florae Columbiae

Chamaedorea linearis es frecuente y común en las tierras bajas y en las laderas occidentales de los Andes hasta la cota de 2400 metros, tanto en el bosque primario y como en el perturbado.

## Taxonomía
Chamaedorea glaucifolia fue descrita por (Ruiz & Pav.) Mart. y publicado en Historia Naturalis Palmarum 2: 5, en el año 1823. (Nov 1823)
Etimología
Chamaedorea: nombre genérico que deriva de las palabras griegas: χαμαί (chamai), que significa "sobre el terreno", y δωρεά (dorea) , que significa "regalo", en referencia a las frutas fácilmente alcanzadas en la naturaleza por el bajo crecimiento de las plantas.
linearis, epíteto latino que significa lineal o hilo.
Sinonimia
| - Chamaedorea corallina (H.Karst.) Hook.f. - Chamaedorea formosa W.Bull - Chamaedorea megaphylla A.H.Gentry - Chamaedorea montana Voss - Chamaedorea poeppigiana (Mart.) A.H.Gentry - Chamaedorea polyclada Burret - Kunthia montana Humb. & Bonpl. - Martinezia linearis Ruiz & Pav. - Morenia caudata Burret - Morenia corallina H.Karst. - Morenia fragrans Ruiz & Pav. - Morenia lindeniana H.Wendl. - Morenia linearis (Ruiz & Pav.) Burret | - Morenia macrocarpa Burret - Morenia microspadix Burret - Morenia montana (Humb. & Bonpl.) Burret - Morenia poeppigiana Mart. - Morenia robusta Burret - Nunnezharia corallina (H.Karst.) Kuntze - Nunnezharia formosa (W.Bull) Kuntze - Nunnezharia lindeniana (H.Wendl.) Kuntze - Nunnezharia linearis (Ruiz & Pav.) Kuntze - Nunnezharia montana (Humb. & Bonpl.) Kuntze - Nunnezharia morenia Kuntze - Nunnezharia poeppigiana (Mart.) Kuntze |